# Boeing X-48

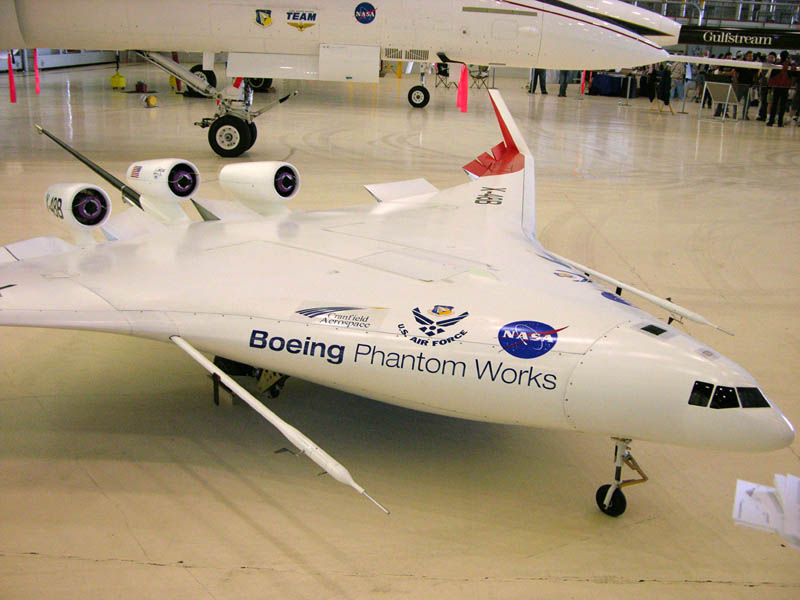
Le Boeing X-48B des essais en vol au 2006 Edwards Airshow.

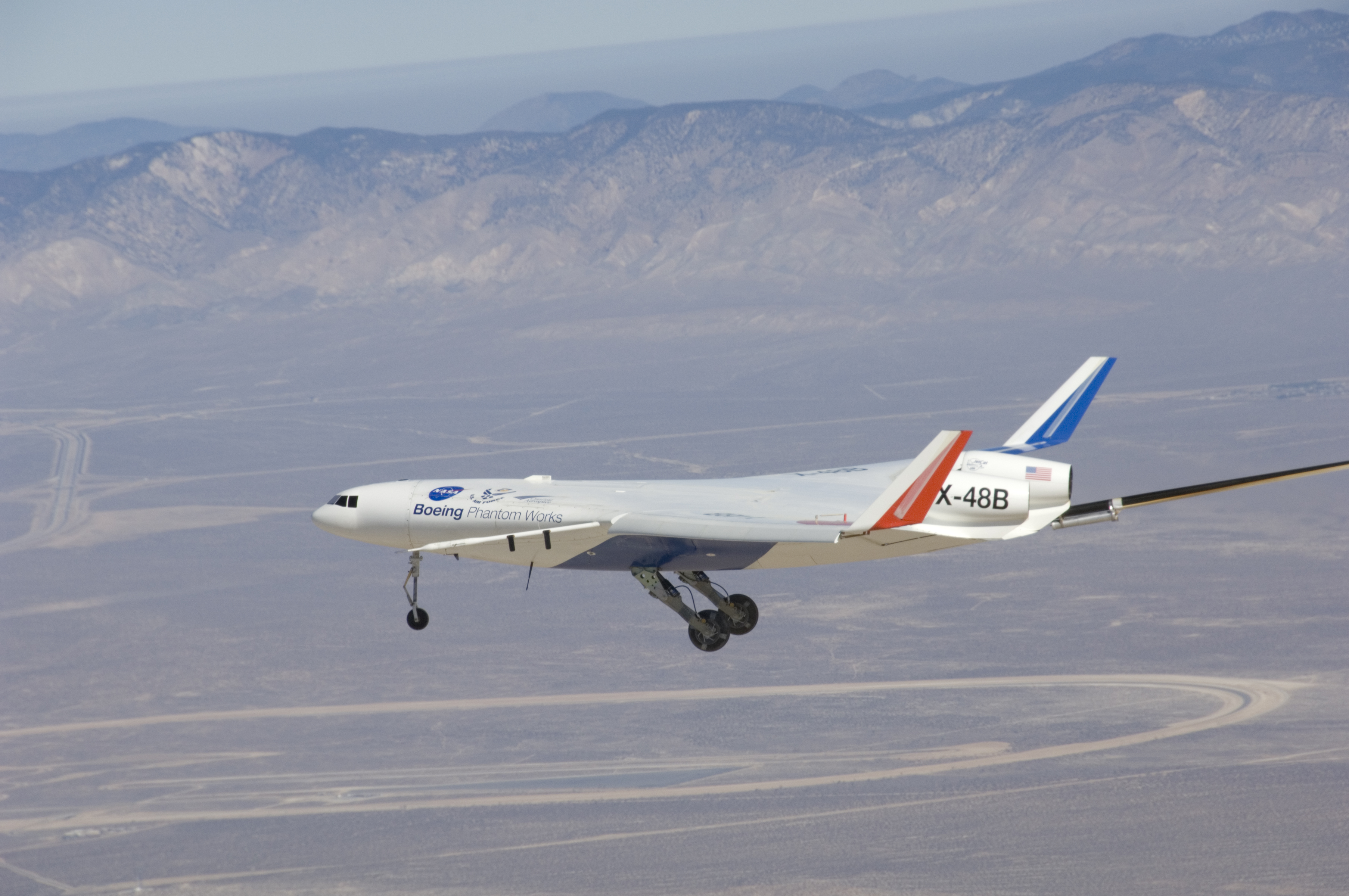
Premier vol du X-48B.

Le Boeing X-48 est un avion expérimental (en) de petites dimensions développé par l'Université de Cranfield, Boeing et la NASA pour tester les configurations d'aile volante à fuselage intégré (en anglais Blended Wing Body ou BWB).
Cet avion a été développé par les équipes des Boeing Phantom Works avec le centre de recherche Langley de la NASA. Un modèle réduit téléguidé a tout d'abord été créé pour étudier les caractéristiques du vol.
À l'origine, un projet d'aile volante est étudié dès les années 1990 par le constructeur McDonnell Douglas, mais il est abandonné en 1997, lorsque la compagnie fusionne avec Boeing, qui ne porte aucun intérêt à ce projet.
L'étape suivante consistait à développer le X-48A mais ce projet a été abandonné.
Boeing a réalisé le X-48B avec l'université britannique de Cranfield, sous forme de deux prototypes téléguidés. Il est construit en matériaux composites. Cette collaboration entre Boeing et l'université de Cranfield a ouvert la voie à un plus long partenariat. Par exemple le parrainage du master AVD par Boeing pour développer le tanker MRT7, ou l'attribution d'un doctorat honoris.
Des essais en soufflerie ont été réalisés en mai 2006, notamment pour des tests à basse vitesse pour simuler le décollage et l'atterrissage.
Les essais au sol ont commencé en novembre 2006 sur la base d'Edwards de la NASA.
Les essais en vol ont commencé le 20 juillet 2007, notamment pour observer les conditions de décrochage.
Une version dérivée — le X-48C — a effectué son premier vol le 7 août 2012, toujours sur la base d'Edwards.